# هاینرایشسروه
هاینرایشسروه (به آلمانی: Heinrichsruh) یک منطقهٔ مسکونی در آلمان است که در تورگلو واقع شده‌است. هاینرایشسروه ۲۵۹ نفر جمعیت دارد.